# ان شرایدن
ان شرایدن (انگلیسی: Ann Sheridan؛ زادهٔ ۲۱ فوریهٔ ۱۹۱۵ – ۲۱ ژانویهٔ ۱۹۶۷) یک هنرپیشه اهل ایالات متحده آمریکا بود. وی بین سال‌های ۱۹۳۴ تا ۱۹۶۷ میلادی فعالیت می‌کرد.

## فیلم‌شناسی
از فیلم‌ها یا برنامه‌های تلویزیونی که وی در آن نقش داشته‌است می‌توان به جوانان مبارز، گنج‌های سیرا مادره، فرشتگانی با چهره‌های زشت، شهر داج، ردیف پادشاهان و جنس مخالف اشاره کرد.